# Li Jiajun
Li Jiajun (en xinès simplificat: 李佳军; en xinès tradicional: 李佳軍; en pinyin: Lǐ Jiajūn) (Changchun, Xina 1975) és un patinador de velocitat en pista curta xinesa, ja retirat, que va destacar entre les dècades del 1990 i el 2000.

## Biografia
Va néixer 15 d'octubre de 1975 a la ciutat de Changchun, una població situada a la província de Jilin, a la República Popular de la Xina.

## Carrera esportiva
Als 18 anys va participar en els Jocs Olímpics d'Hivern de 1994 que van tenir lloc a Lillehammer (Noruega), on va acabar setè a la prova dels 5.000 metres relleus i setzè als 500 i 1.000 metres. Als Jocs Olímpics d'Hivern de 1998, que van tenir lloc a Nagano (Japó), va aconseguir guanyar la medalla de plata en els 1.000 metres masculins i la de bronze a la prova de 5.000 metres relleus. A més, va acabar novè als 500 metres. Als Jocs Olímpics d'Hivern de 2002 de Salt Lake City (Estats Units) va aconseguir dues noves medalles, la de plata en els 1.500 metres i la de bronze en els 3.000 metres relleus, a més d'acabar vuitè als 1.000 metres i desè als 500 metres. Als Jocs Olímpics d'Hivern 2006 de Torí (Itàlia) va guanyar la medalla de bronze en els 1.500 metres a més d'acabar cinquè als 3.000 metres relleus, sisè als 1.000 metres i ser desqualificat als 500 metres.
Al llarg de la seva carrera ha guanyat 29 medalles al Campionat del Món de patinatge de velocitat en pista curta, destacant 14 medalles d'or.